# دافني ماكسويل ريد
دافني ماكسويل ريد (بالإنجليزية: Daphne Maxwell Reid)‏ (و. 1948  م) هي عارضة، وممثلة تلفزيونية، وممثلة أفلام أمريكية، ولدت في نيويورك.

## التعليم
تعلمت في جامعة نورث وسترن (إلينوي)، وتعلمت في ثانوية البرونكس  للعلوم ‏
.

## وصلات خارجية
- دافني ماكسويل ريد على موقع IMDb (الإنجليزية)
- دافني ماكسويل ريد على موقع ألو سيني (الفرنسية)
- دافني ماكسويل ريد على موقع أول موفي (الإنجليزية)
- دافني ماكسويل ريد على موقع قاعدة بيانات الفيلم (الإنجليزية)
- دافني ماكسويل ريد على موقع كينوبويسك (الروسية)